# ياري يندستروم
ياري يندستروم (بالفنلندية: Jari Lindström)‏ هو سياسي فنلندي، ولد في 28 يونيو 1965 في فنلندا. حزبياً، نشط في الفنلنديون الحقيقيون (2006 – ).

## مناصب
- انتخب عضو برلمان فنلندا  [لغات أخرى]‏ عن دائرة Kymi (parliamentary electoral district) [الإنجليزية]‏ وقد انضم خلال فترته النيابية ‏  للكتلة البرلمانية The Finns Party Parliamentary Group  [لغات أخرى]‏.
- في 2017 Kouvola municipal election ‏، انتخب عضو مجلس بلدية  [لغات أخرى]‏.
- في 2012 Kouvola municipal election ‏، انتخب عضو مجلس بلدية  [لغات أخرى]‏.
- انتخب عضو برلمان فنلندا  [لغات أخرى]‏ عن دائرة Southeast Finland (parliamentary electoral district) [الإنجليزية]‏ وقد انضم خلال فترته النيابية  [لغات أخرى]‏ (22 أبريل 2015 – )  للكتلة البرلمانية Finnish Reform Movement [الإنجليزية]‏.
- انتخب عضو برلمان فنلندا  [لغات أخرى]‏ عن دائرة Kymi (parliamentary electoral district) [الإنجليزية]‏ (20 أبريل 2011 – 21 أبريل 2015).
- انتخب وزير الشغل [الإنجليزية]‏ (29 مايو 2015 – ).
- انتخب وزير العدل [الإنجليزية]‏ (29 مايو 2015 – ).